# Narcissu
Narcissu är en gratis visuell roman av dōjin-gruppen stage-nana som berättar historien kring en dödligt sjuk ung man och en likaledes dödssjuk ung kvinna.
Spelet skrevs ursprungligen på japanska av Tomo Kataoka och översattes senare till engelska, kinesiska och koreanska av olika fans. Till skillnad mot de flesta andra privata översättningar var detta ett auktoriserat arbete och är en semiofficiell version. Både originalversionen och översättningen har släppts som gratis nedladdningar via internet.
Narcissu är ett experimentellt arbete då det använder minimalisk grafik i ett väldigt smalt fönster, och två fristående versioner, en med röstskådespelare, och en annan anpassad till att fungera utan. I den engelska översättningen arbetade olika personer med de skilda versionerna för att tillhandahålla olika perspektiv av historien.
Originalversionen använder NScripter-motorn; till den engelska översättningen användes dess klon ONScripter, då det är ett program med öppen källkod anpassad till engelska.
Förhistorien Narcissu -side 2nd-, som berättar framför allt om den unga kvinnans bakgrund, släpptes den 15 maj 2007.
En engelsk version är beräknad att släppas tidigt 2009.
Den tredje delen Narcissu 3rd - Die Dritte welt - släpps den 27 april 2009.

## Sammanfattning
Hos den namnlösa protagonisten, huvudpersonen, diagnosticeras en dödlig sjukdom strax efter dennes tjugonde födelsedag och han läggs därför in på sjukhus i Mito, Ibaraki. Där träffar han Setsumi, en ung kvinna några år äldre än han, som också är dödligt sjuk. Då de båda avvisar tanken på att dö antingen på sjukhus eller hemma beger de sig av i den unge mannens fars Honda Integra.
De reser västerut längs Japans många vägar och genom landets prefekturer, till en början utan att veta vart de egentligen är på väg, men beslutar sig tillsammans för att göra de berömda narcissfälten på Awajiöns södra områden till sitt mål. När de når dit börjar Setsumis hälsa att försämras drastiskt trots medicinering, och som en sista handling av viljestyrka tar hon sitt liv.

## Influenser
Narcissu är både stilistiskt och tematiskt lik det första kapitlet av Gin'iro, ett kommersiellt verk av spelets skapare Tomo Kataoka. Han själv beskriver Narcissu som huvudsakligen en modern version av Gin'iro (som utspelar sig i ett klassiskt Japan).
Spelet har många likheter med road movies; till och med spelfönstret är upplagt så att det ska påminna om en biografduk. Många av scenerna och händelserna av berättelsen är klichéer typiska för road movies, och slutet, i vilket den fysiska resan själv är direkt sammanhängande med personernas metaforiska resa (deras liv), är typisk för genren.

## Musik
Narcissus musik består av tolv låtar som skrevs av varierande kompositörer i syfte att bidra till spelets atmosfär.
- "The Emerald Sea" - Komponerad av MASA.
- "The Silver Coupe" - Komponerad av Ebi.
- "Narcissu -instrumental-" - Komponerad av Ebi.
- "Rather Than a Life of Finality" - Komponerad av Masashi Yano och Kometto Nekono.
- "I'm Right Here" - Sjungs av Mari Mizuta, komponerad av Hirofumi Ishihashi och med text av Tsukasa Umitomi.
- "Lamune 79's (från 'Lamune')" - Komponerad av Elements Garden och Kometto Nekono.
- "#1 Route" - Komponerad av Sentive.
- "7F" - Komponerad av Sentive.
- "Eightmoon (från 'A 120-Yen Spring')" - Komponerad av Ebi och Shitoshi Fujimoto.
- "The Emerald Sea (ver.2)" - Komponerad av MASA.
- "Scarlet" - Komponerad av Noriyasu Uematsu och Hirofumi Ishihashi.
- "Narcissu ~Setsumi's Theme~" - Sjungs av REM, komponerad av Ebi och med text av Tomo Kataoka, spelets skapare.